# 保坑大將軍
23°41′32″N 120°37′19″E / 23.692114°N 120.622072°E
保坑大將軍，舊稱檨仔坑大將軍，原先是臺灣藝人高凌風在臺北市夜店的擺飾物，後來搬至雲林縣斗六市湖山里檨仔坑，據說被一名新加坡軍人的亡靈憑附，並成為當地信仰、湖山水庫施工人員祭拜的萬應公類神明。

## 歷史
此像造型為印度軍人，原先置於陳水扁擔任台北市長時高凌風開設的餐廳。
高凌風與友人於1996年12月合資在台北市松山區八德路三段開設一間夜店餐廳「石頭族樂園」，次年2月3、4兩日連續被臺北市政府警察局查獲容留未成年少年深夜遊蕩，因此被斷水斷電強迫停業。在拆除石頭族樂園時，餐廳內這尊塑像被當時開設吊車公司的劉姓負責人運回故鄉斗六市湖山里檨仔坑放置。

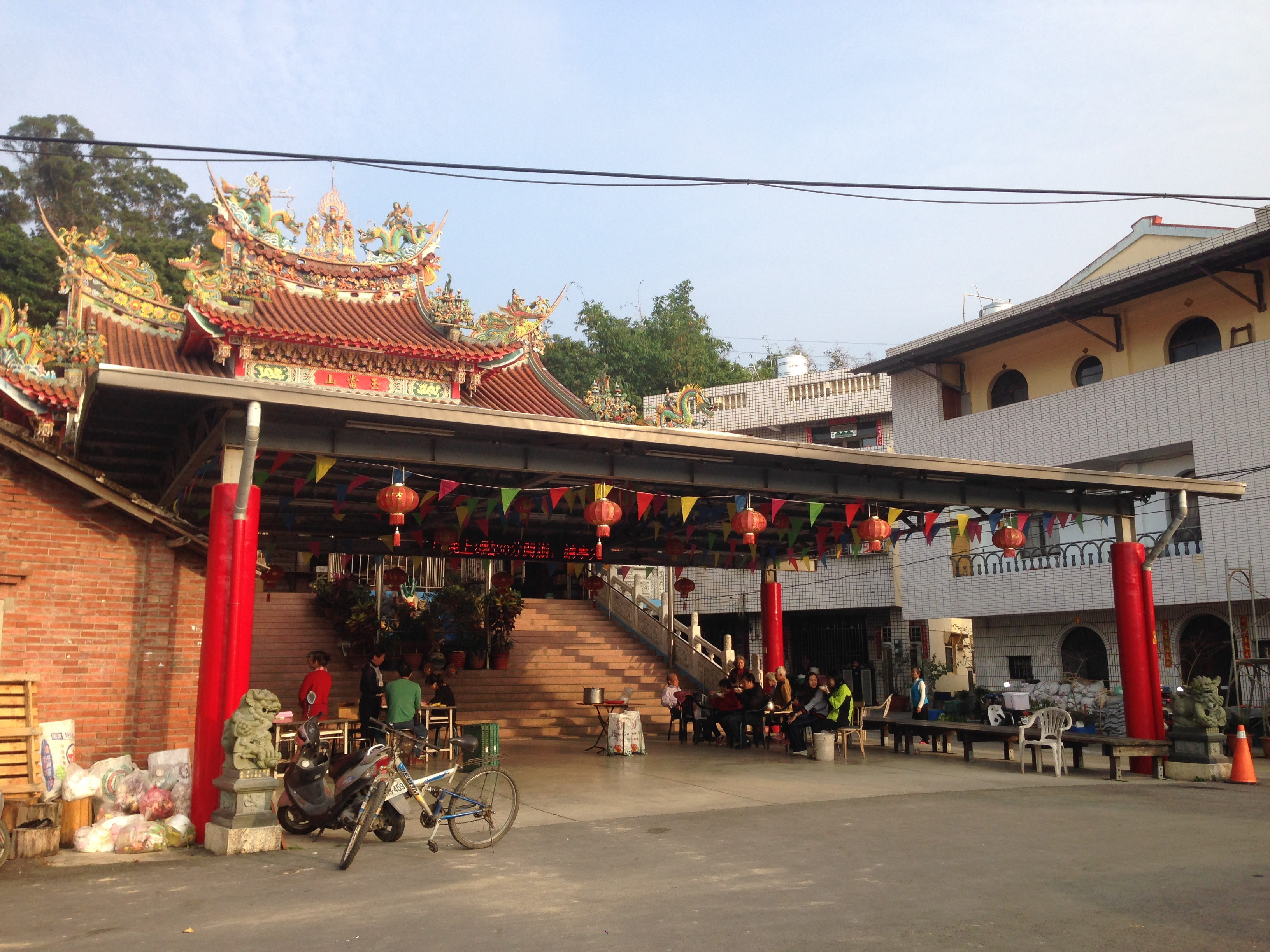
玉當山帝爺廟

1998年2月7日中午，新加坡星光部隊完成山區演訓，由國軍下士賴信良駕駛軍車載著兩名新加坡籍士官鍾仕程和宋建源返隊，行經斗六檨仔坑中坑山區產業道路時，不慎翻落，鍾仕程殉職。
後來，湖山水庫興建之初，劉姓負責人的雙親身體常感不適，遂至當地信仰中心玉當山帝爺廟恭請玄天上帝給予神示，得知此塑像被附近一名跌落中坑溪谷身亡的星光部隊軍人附身，要信眾在農曆初一、十五須祭拜該像。星光部隊長官也認為該軍人像與殉職者容貌相似。事後劉姓父母身體不藥而癒。故事讓居民嘖嘖稱奇，因而對該塑像取名「檨仔坑大將軍」參拜。
2013年，湖山水庫工程還在進行，村民計畫遷移此軍人像，但玉當山帝爺廟指示要給經濟部水利署中區水資源局局長點光以「保安地頭五福旺」，於是決定原地安置，並邀請中區水資源局官員共同舉辦開光安座儀式。
2014年2月，地方居民、湖山里長辦公室、社區發展協會、玉當山帝爺廟管委會、中區水資源局共同為此像舉行開光安座儀式，並經星光部隊長官擲筊請示玄天上帝，正式命名「保坑大將軍」，希望鎮守水庫保安頭，保佑居民安康福旺。同年4月，地方人士立碑文，向到訪民眾說明這段緣由。

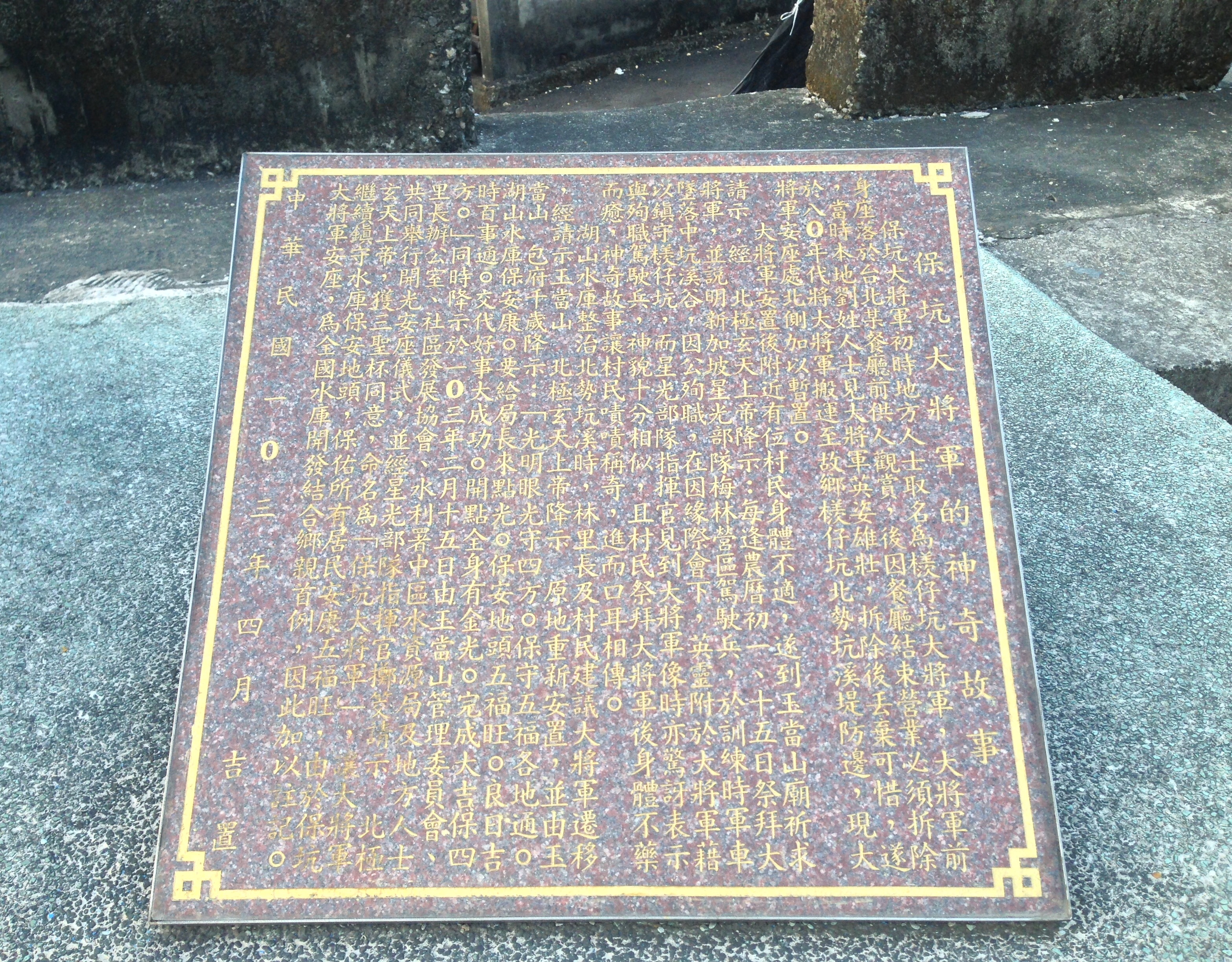
保坑大將軍安座記

經濟部水利署為與當地社區居民維持良好的關係，也搬運與安置了當地的土地公、萬善公、石頭公。當時擔任水利署中區水資源局長的鍾朝恭表示，自安座此像後，湖山水庫後期工程推展順利，施工人員常前往參拜感謝。

## 對外連結
- YouTube上的廢棄物成為神明? 保坑大將軍 台灣真奇廟 EP31